# Euselenca gracilis
Euselenca gracilis – gatunek kosarza z podrzędu Laniatores i rodziny Assamiidae.

## Występowanie
Gatunek został wykazany z Kamerunu.